# Liste der Biografien/Hent
Liste der Biografien |
Portal Biografien |
Personensuche
# |
A |
B |
C |
D |
E |
F |
G |
H |
I |
J |
K |
L |
M |
N |
O |
P |
Q |
R |
S |
T |
U |
V |
W |
X |
Y |
Z |
?
 
Ha |
Hd |
He |
Hi |
Hj |
Hk |
Hl |
Hm |
Hn |
Ho |
Hr |
Hs |
Ht |
Hu |
Hv |
Hw |
Hy
 
Hea |
Heb |
Hec |
Hed |
Hee |
Hef |
Heg |
Heh |
Hei |
Hej |
Hek |
Hel |
Hem |
Hen |
Heo |
Hep |
Heq |
Her |
Hes |
Het |
Heu |
Hev |
Hew |
Hex |
Hey |
Hez
 
Hena |
Henb |
Henc |
Hend |
Hene |
Henf |
Heng |
Henh |
Heni |
Henj |
Henk |
Henl |
Henm |
Henn |
Heno |
Henq |
Henr |
Hens |
Hent |
Henu |
Henv |
Henw |
Heny |
Henz
Die Liste der Biografien führt alle Personen auf, die in der deutschsprachigen Wikipedia einen Artikel haben. Dieses ist eine Teilliste mit 129 Einträgen von Personen, deren Namen mit den Buchstaben „Hent“ beginnt.

## Hent

### Hente
- Henter, Bernhard (* 1958), deutscher Politiker (CDU), MdL
- Henter, Frank (* 1964), deutscher Schwimmer

### Hentg
- Hentges, François (1885–1968), luxemburgischer Kunstturner
- Hentges, Gudrun (* 1964), deutsche Politikwissenschaftlerin
- Hentges, Louis (1818–1891), deutscher Gastwirt und Parlamentarier
- Hentges, Peter (1714–1782), deutscher Abt
- Hentges, Pierre (1890–1975), luxemburgischer Kunstturner
- Hentges, Robert (* 1940), luxemburgischer Radrennfahrer
- Hentges, Roger (1917–1994), belgischer Fremdsprachenkorrespondent für Rüstungskomponenten

### Henti
- Henti, altägyptische Priesterin
- Hentig, Hans von (1887–1974), deutscher Kriminologe
- Hentig, Hartmut von (* 1925), deutscher ErziehungswissenschaftlerHartmut von Hentig (* 1925)

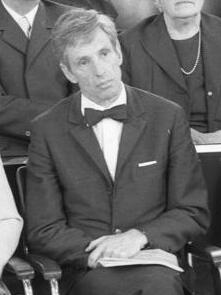
Hartmut von Hentig (* 1925)

- Hentig, Otto von (1852–1934), deutscher Politiker der Kaiserzeit
- Hentig, Werner Otto von (1886–1984), deutscher Diplomat
- Hentig, Wolfgang von (1890–1967), deutscher Offizier und Wirtschaftsfunktionär
- Hentilä, Seppo (* 1948), finnischer Historiker und Politologe

### Hentk
- Hentke, Franziska (* 1989), deutsche Schwimmerin
- Hentke, Paula von, Opernsängerin der Stimmlage Sopran

### Hento
- Hentoff, Nat (1925–2017), US-amerikanischer Musikkritiker, Journalist und Buchautor
- Henton, Brian (* 1946), englischer Autorennfahrer
- Henton, H. Benne (1877–1938), US-amerikanischer Altsaxophonist

### Hentr
- Hentrich, Andreas (* 1963), deutscher Fußballspieler
- Hentrich, Gerhard (1924–2009), deutscher Verleger (Hentrich & Hentrich Verlag)
- Hentrich, Heiko (* 1976), deutscher Biologe
- Hentrich, Helmut (1905–2001), deutscher Architekt
- Hentrich, Konrad (1880–1972), deutscher Sprachwissenschaftler und Hochschullehrer
- Hentrich, Ralf (1965–2018), deutscher Graphiker und Zeichner
- Hentrich, Wilhelm (1887–1972), deutscher katholischer Theologe
- Hentrich, Wolfgang, deutscher Geiger, Konzertmeister und Professor für Violine

### Hents
- Hentsch, Johann Jakob (1723–1764), deutscher Mathematiker, Philosoph und Hochschullehrer
- Hentsch, Jürgen (1936–2011), deutscher SchauspielerJürgen Hentsch (1936–2011)

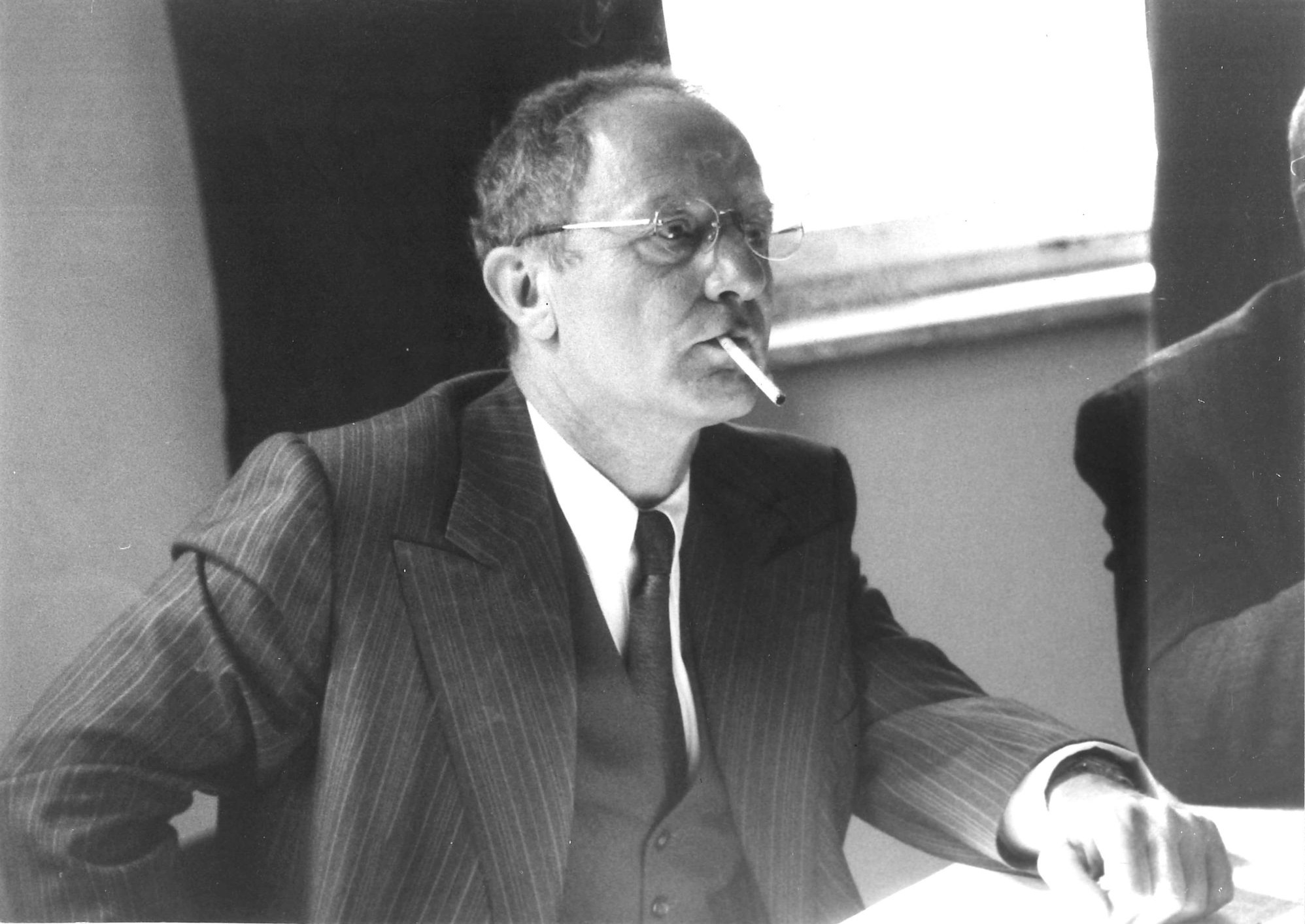
Jürgen Hentsch (1936–2011)

- Hentsch, Nikolai (* 1983), brasilianischer Skirennläufer
- Hentsch, Richard (1869–1918), sächsischer Oberst im Ersten Weltkrieg
- Hentschel von Gilgenheimb, Josef (1803–1860), deutscher Großgrundbesitzer und Verwaltungsjurist in Oberschlesien
- Hentschel von Gilgenheimb, Leopold (1845–1919), preußischer General der Infanterie
- Hentschel, Christian (* 1967), deutscher Musikjournalist, Buchautor, Manager und Labelmacher
- Hentschel, Christian August von (1740–1826), österreichischer Adliger, Beamter und Politiker
- Hentschel, Christine (* 1978), deutsche Sozialwissenschaftlerin und Kriminologin
- Hentschel, Daniel (* 1973), deutscher Eishockeyspieler
- Hentschel, Dieter (1944–2015), deutscher Fußballspieler
- Hentschel, Elke (* 1952), deutsche Germanistin
- Hentschel, Erhardt (1851–1927), sächsischer Generalleutnant
- Hentschel, Erhardt (1920–2003), deutscher Polizeioffizier und Generalmajor der Volkspolizei
- Hentschel, Ernst (1876–1945), deutscher Hydrobiologe
- Hentschel, Ernst Julius (1804–1875), deutscher Musikpädagoge
- Hentschel, Erwin (1923–2013), deutscher General
- Hentschel, Erwin (1934–2024), deutscher Zoologe
- Hentschel, Falk (* 1982), deutscher Schauspieler und TänzerFalk Hentschel (* 1982)

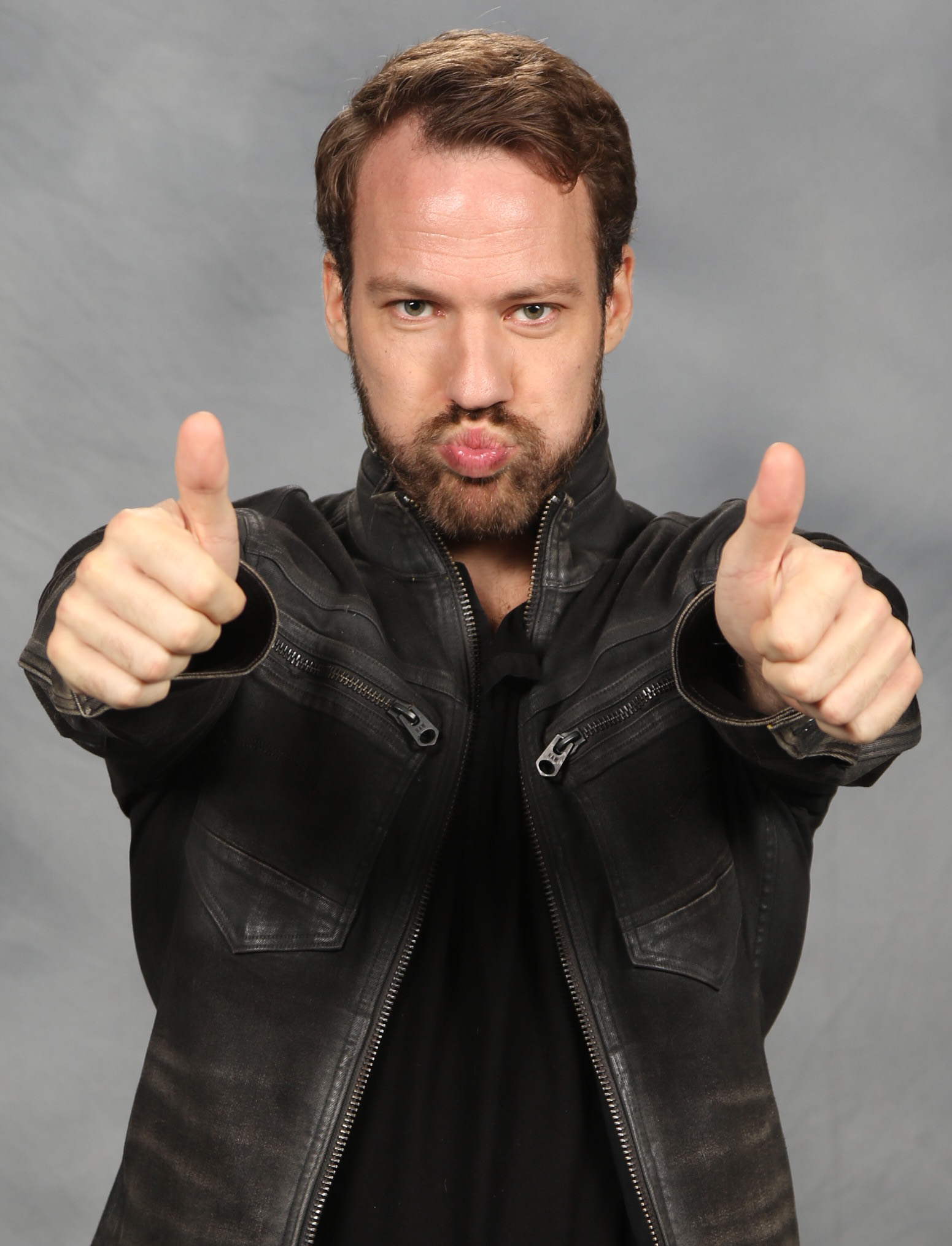
Falk Hentschel (* 1982)

- Hentschel, Felix (* 1988), deutscher Triathlet und Leichtathlet
- Hentschel, Franziska (* 1970), deutsche Hockeyspielerin
- Hentschel, Georg (* 1941), deutscher Theologe, katholischer Priester und Hochschullehrer
- Hentschel, Gerd (* 1953), deutscher Slawist
- Hentschel, Gitti (* 1950), deutsche Kommunikationswissenschaftlerin, Sozialpädagogin, Publizistin, Dozentin und Feministin
- Hentschel, Gustav (1896–1980), US-amerikanischer Radrennfahrer
- Hentschel, Hans Rudolph (1869–1951), deutscher (Porzellan-)Maler und Radierer
- Hentschel, Hartmut (* 1942), deutscher Zoologe und Biologe
- Hentschel, Heinz (* 1922), deutscher Fußballspieler
- Hentschel, Helga (* 1953), deutsche Politikerin (AL, Grüne), Staatssekretärin, MdA
- Hentschel, Henky (1940–2012), deutscher Schriftsteller und Autor
- Hentschel, Holger (* 1985), deutscher Politiker (AfD), MdL
- Hentschel, Ingrid (* 1954), deutsche Theater- und KulturwissenschaftlerinIngrid Hentschel (* 1954)

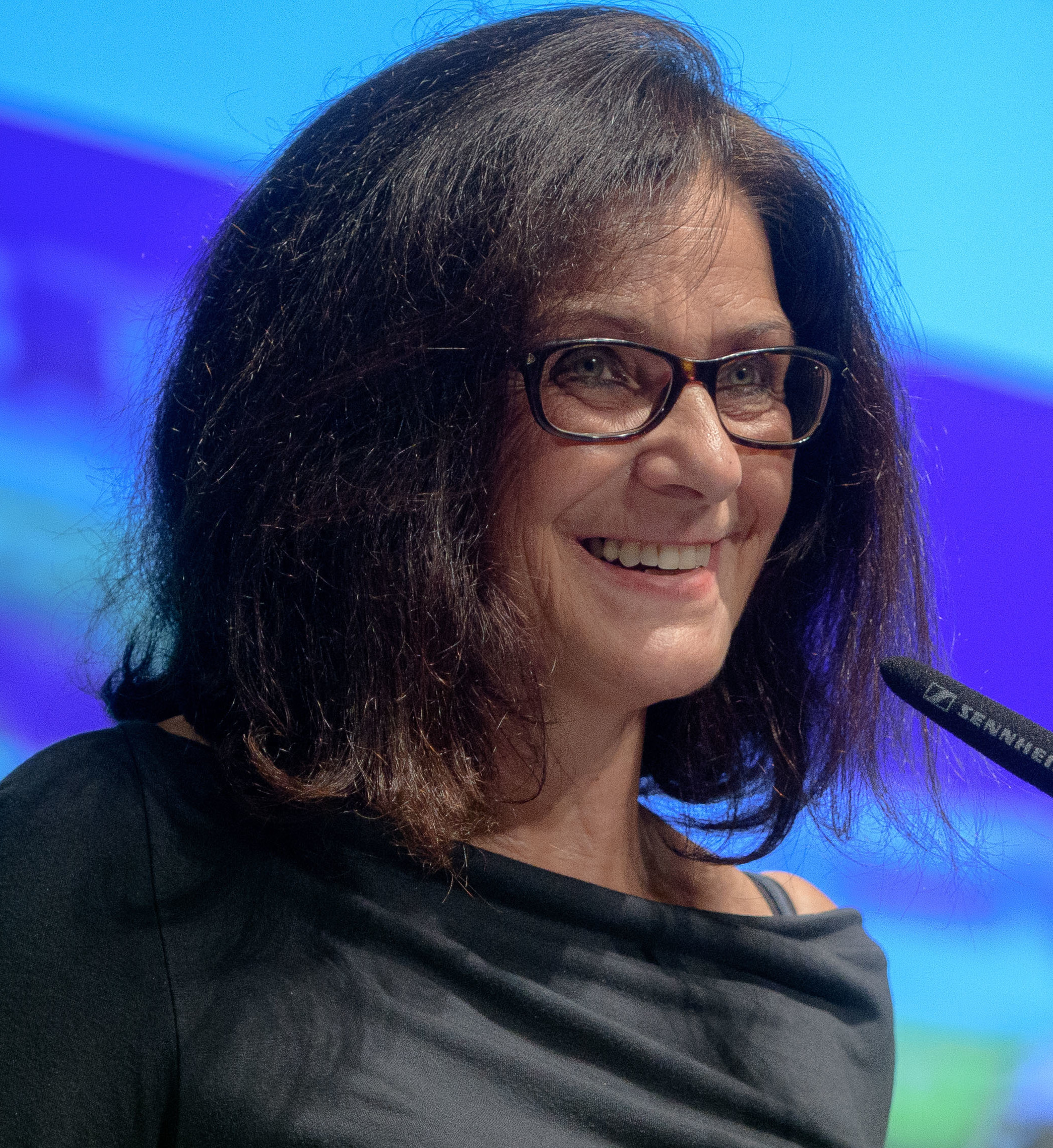
Ingrid Hentschel (* 1954)

- Hentschel, Ivo (* 1976), deutscher Dirigent und Pianist
- Hentschel, Jil (* 1999), deutsche Schauspielerin
- Hentschel, Joachim (* 1969), deutscher Journalist und Sachbuchautor
- Hentschel, Johann Friedrich Kasimir von (1637–1698), schlesischer Adliger, Beamter und Politiker
- Hentschel, Johannes (1908–1982), deutscher Techniker im Führerbunker
- Hentschel, Jörn (* 1969), deutscher Schauspieler
- Hentschel, Julia (* 1968), deutsche Schauspielerin
- Hentschel, Karl (1899–1956), deutscher Offizier in der Luftwaffe der Wehrmacht
- Hentschel, Karl-Martin (* 1950), deutscher Politiker (Bündnis 90/Die Grünen), MdL
- Hentschel, Katharina (* 1983), deutsche Hockeyspielerin
- Hentschel, Katrin (* 1967), deutsche Theaterregisseurin, Autorin, Dramaturgin und Filmregisseurin
- Hentschel, Klaus (* 1961), deutscher Physiker und Wissenschaftshistoriker
- Hentschel, Konrad (1872–1907), deutscher Porzellanmodelleur
- Hentschel, Lena (* 2001), deutsche WasserspringerinLena Hentschel (* 2001)

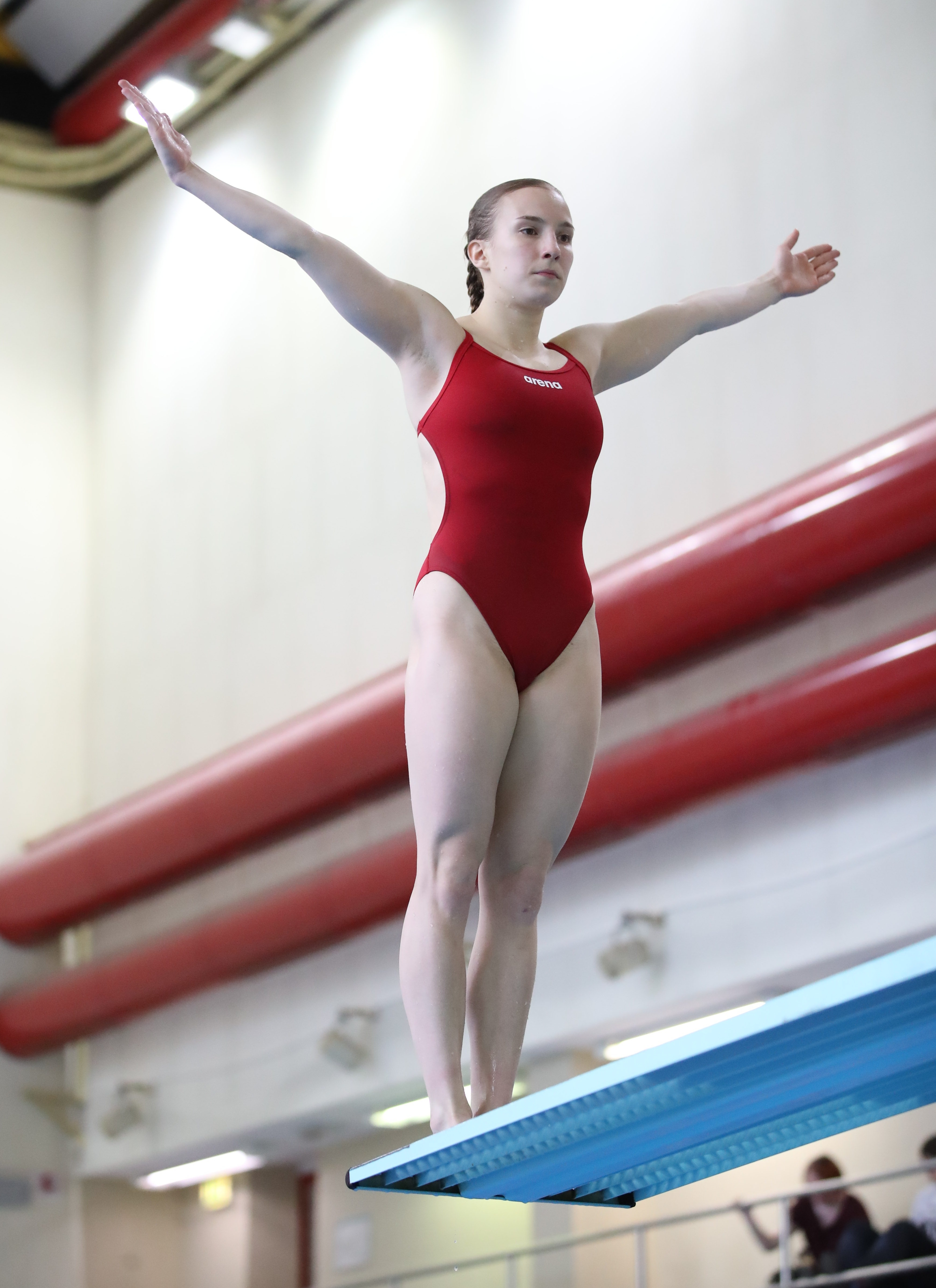
Lena Hentschel (* 2001)

- Hentschel, Lothar (1930–1999), deutscher Politiker (SPD), MdL
- Hentschel, Martin (* 1984), deutscher Schauspieler, Buchautor und Kameramann aus dem Bereich Independentfilm
- Hentschel, Martina (* 1971), deutsche Physikerin und Hochschullehrerin
- Hentschel, Max (1878–1938), deutscher Pädagoge, Unternehmer und Politiker der Reichspartei des deutschen Mittelstandes
- Hentschel, Oliver (* 1981), deutscher Hockeyspieler
- Hentschel, Oskar (1926–2019), deutscher Klassischer Philologe und Gymnasiallehrer
- Hentschel, Paul (1913–1959), deutscher Politiker (SED)
- Hentschel, Peter (1939–2006), deutscher Jurist
- Hentschel, Peter (* 1944), deutscher Radsportler
- Hentschel, Regine (* 1964), deutsche Schauspielerin
- Hentschel, Sibylle (* 1938), deutsche Schriftstellerin
- Hentschel, Siegfried, deutscher Verwaltungsjurist
- Hentschel, Sina Bianca (* 1987), deutsche SchauspielerinSina Bianca Hentschel (* 1987)

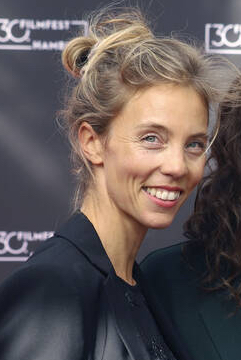
Sina Bianca Hentschel (* 1987)

- Hentschel, Stefan (1948–2006), deutscher Bordellier
- Hentschel, Steffi (* 1948), deutsche Hockeyspielerin
- Hentschel, Stephan (* 1981), deutscher Koch
- Hentschel, Theodor (1830–1892), deutscher Komponist und Dirigent
- Hentschel, Thomas (* 1964), deutscher Politiker (Bündnis 90/Die Grünen), MdL
- Hentschel, Uwe (* 1960), deutscher Literaturwissenschaftler
- Hentschel, Volker (* 1944), deutscher Wirtschafts- und Sozialhistoriker
- Hentschel, Walter (1856–1923), deutscher Architekt
- Hentschel, Walter (1899–1970), deutscher Kunsthistoriker
- Hentschel, Willibald (1858–1947), deutscher Naturwissenschaftler, Schriftsteller
- Hentschel-Thöricht, Jens (* 1978), deutscher Politiker (BSW)
- Hentschke, Elsa (1898–1980), deutsche Politikerin (SED)
- Hentschke, Günter (1921–2019), deutscher Fußballtrainer
- Hentschke, Heinz (1895–1970), deutscher Schauspieler, Autor, Librettist, Theaterdirektor
- Hentschke, Herbert (1919–1991), deutscher Geheimdienstoffizier und Generalmajor des MfS
- Hentschke, Nadine (* 1982), deutsche Leichtathletin
- Hentschke, Reinhold (1899–1984), deutscher Politiker (SED)
- Hentschläger, Kurt (* 1960), österreichischer Künstler
- Hentschler, Matthias (* 1973), deutscher Film- und TV-Produzent und Dokumentarfilmer

### Hentt
- Henttala, Joonas (* 1991), finnischer Radsportler
- Henttala, Lotta (* 1989), finnische Radrennfahrerin

### Hentu
- Hentunen, Jukka (* 1974), finnischer Eishockeyspieler

### Henty
- Henty, George Alfred (1832–1902), englischer Schriftsteller und Kriegsberichterstatter

### Hentz
- Hentz, Caroline Lee (1800–1856), US-amerikanische Lehrerin und Schriftstellerin
- Hentz, Mike (* 1954), US-amerikanischer Grafiker, Musiker und Performancekünstler
- Hentz, Morgan (* 1998), US-amerikanische Volleyballspielerin
- Hentze, Carl Philipp (1883–1975), deutscher Sinologe und Maler
- Hentze, Demmus (1923–2016), färöischer Politiker (Fólkaflokkurin)
- Hentze, Joachim (1940–2022), deutscher Wirtschaftswissenschaftler
- Hentze, Johann Conrad (1778–1843), deutscher Politiker
- Hentze, Matthias (* 1960), deutscher Mediziner und Biochemiker
- Hentze, Peter Mathiesen (1753–1843), dänischer Pfarrer und Propst der Färöer
- Hentze, Rudolf (1888–1960), deutscher Offizier und Kryptoanalytiker
- Hentze, Waldemar (1902–1945), deutscher Kommunist und Widerstandskämpfer gegen den Nationalsozialismus
- Hentze, Wilhelm (1793–1874), deutscher Hofgartendirektor
- Hentze, Wilhelm (* 1938), deutscher römisch-katholischer Theologe, Dompropst
- Hentzen, Alfred (1903–1985), deutscher Kunsthistoriker und Museumsdirektor
- Hentzen, Friedrich (1867–1923), deutscher Verwaltungsbeamter
- Hentzi von Arthurm, Heinrich (1785–1849), österreichischer Generalmajor
- Hentzner, Paul (1558–1623), deutscher Jurist und Reiseschriftsteller
- Hentzschel, Wolfgang (1927–2019), deutscher Wissenschaftler und kurzzeitig Oberbürgermeister von Weimar